# Ramón V. Benzano

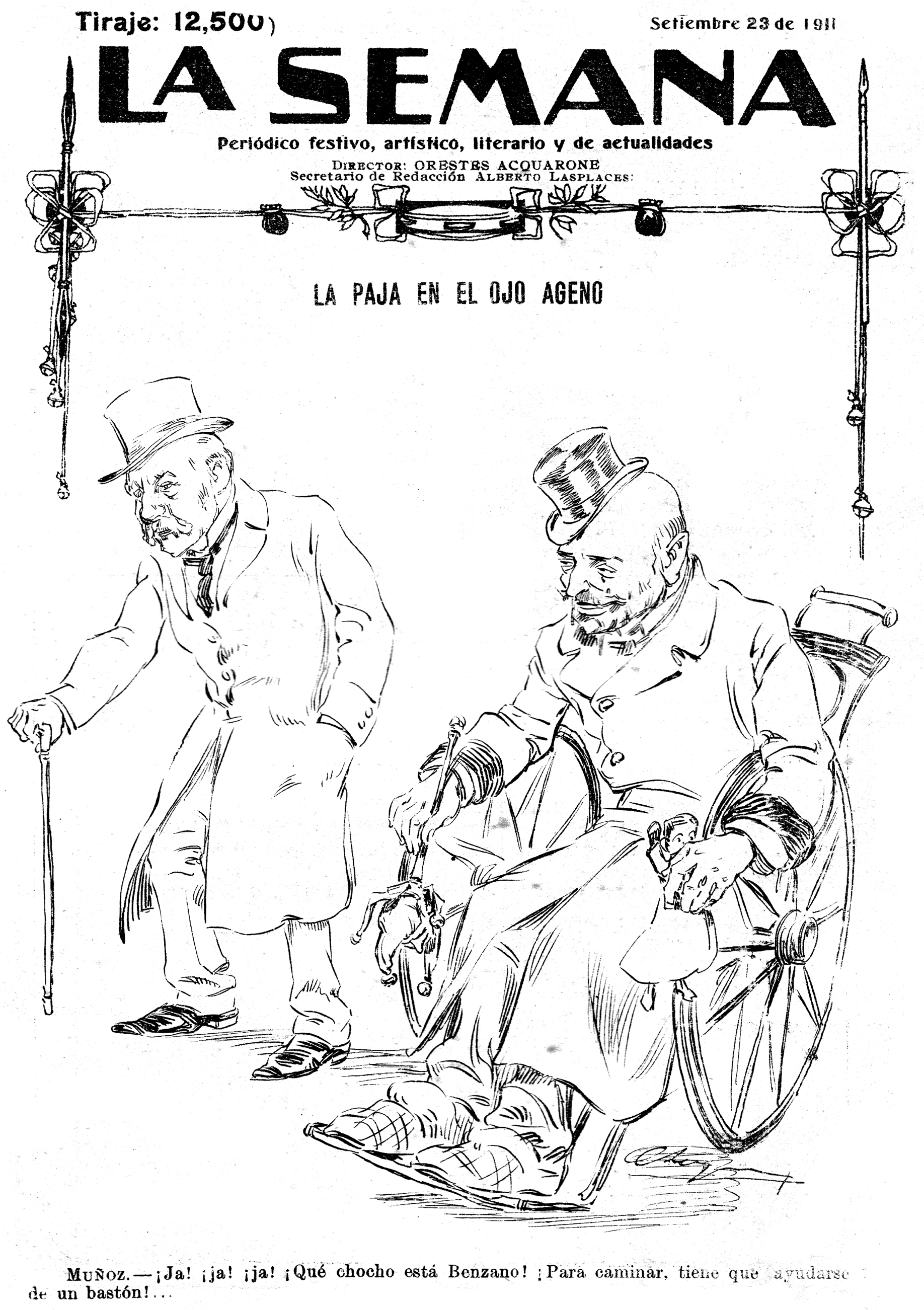
Caricatura de los políticos Daniel Muñoz y Ramón V. Benzano, primer y segundo Intendente de Montevideo (Uruguay) respectivamente.

Ramón Valentín Benzano Peralta (Montevideo, 16 de diciembre de 1847-Montevideo, 11 de junio de 1932) fue un político uruguayo perteneciente al partido Colorado.

## Biografía
Ingresó a la administración comunal de Montevideo en 1871. Fue secretario de la Dirección de Obras Públicas Municipales en 1876; Secretario General y Presidente de la Junta Económico-Administrativa de Montevideo.
Entre 1911 y 1914 fue el segundo Intendente de Montevideo. Bajo su gobierno se formó el Parque Central (conocido actualmente como Parque José Batlle y Ordóñez), se amplió y embelleció el Prado y el Parque José Enrique Rodó, se prolongó la Rambla de Pocitos, se creó el Museo Municipal y se trazaron Bulevar Artigas y Bulevar España, a cargo del paisajista Charles Thays.
Una placa recordatoria en su honor se inauguró en el Parque José Batlle y Ordóñez en 1937.